# Lotharius III van Walbeck
Lotharius van Walbeck  (ca. 950 - Keulen, 25 januari 1003) was markgraaf van de Noordmark.
Lotharius was graaf van Walbeck (964) en werd in 993 benoemd tot markgraaf van de Noordmark nadat hij in 992 voor keizer Otto II de Lausitzers had bevochten. Hij heeft een reputatie als een slecht bestuurder die zich vooral met oorlog en twist bezighield. Lotharius werd bekend toen hij samen met zijn broer de edelman Gero van Alsleben moest bewaken, die van verraad was beschuldigd. Hierover ontstond grote ophef omdat Gero in het tweegevecht (om zijn schuld te bewijzen) duidelijk de verliezer was, terwijl hij toch door een toeval zijn tegenstander wist te doden. Otto II besloot om Gero alsnog te onthoofden, een beslissing die volgens veel edelen schandalig was. Lotharius probeerde tevergeefs na de dood van zijn broer, zijn familie hun rechtmatige erfdeel te onthouden. Onder Ekhard I van Meißen nam hij deel aan een veldtocht in Brandenburg en was niet in staat om de vesting Arneburg te ontzetten toen die door de Sorben werd aangevallen. Het volledig verwoeste Brandenburg viel in handen van de Slaven. Lotharius werd een tegenstander van Ekhard, zeker toen hij kandidaat koning was. Lotharius organiseerde een geheim overleg van de Saksische adel en zorgde er toen voor dat ze de aanspraken van Ekkard niet zou steunen. Lotharius steunde de verkiezing van Hendrik II. Hij stierf vermoedelijk als gevolg van overmatig drankgebruik.
Lotharius was zoon van Lotharius II van Walbeck en Mathilde van Arneburg (ca. 920 - 3 december 992), dochter van Bruno van Arneburg (ovl. 30 november 978) en Frederuna (ovl. Zörbig, 27 oktober 1015). Lotharius was getrouwd met Godilla van Rothenburg (ca. 968 - 18 juni 1015), dochter van Werner van Rothenburg. Hun huwelijk was door Otto II persoonlijk gearrangeerd. Lotharius en Godila kregen de volgende kinderen:
- Werner van Walbeck, Godila was 13 jaar oud bij zijn geboorte.
- Lotharius IV van Walbeck (ca. 995 - 1033), graaf van de Noordmark, gesneuveld tijdens een veldslag.
- Berthold (ovl. na 1018), veroverde in 1017 het kasteel Monterberg bij Kalkar en doodde daar de edelman Balderik. Trouwde met Irmgard van Aspel en later met een tweede vrouw. Zijn dochter uit zijn tweede huwelijk wordt ook Irmgard van Aspel (ovl. 5 februari 1075) genoemd, zij was gehuwd met Chadalhoh van de Isengau. Volgens de Duitse Wikipedia wordt een van beide Irmgards geïdentificeerd met Irmgard van Süchtlen.
- Diederik, kanunnik in Maagdenburg

Na de dood van Lotharius betaalde Godila 200 mark om de opvolging door haar zoon zeker te stellen. Zij hertrouwde met Herman II van Werl, stiefzoon van Herman II van Zwaben. Het echtpaar werd echter geëxcommuniceerd wegens hun te nauwe bloedverwantschap.